# Eclipse (romance)
Eclipse é o terceiro livro da série Twilight de Stephenie Meyer, precedido por Crepúsculo e Lua Nova. Segundo Meyer, a capa, ilustrada por uma fita vermelha partida, representa a escolha que Bella é obrigada a fazer entre Edward e Jacob, e também a ideia de que pode acabar com sua vida como humana. Foi lançado no Brasil em 16 de janeiro de 2009.

## Enredo
Um exército de vampiros "recém-criados" está à solta nas ruas de Seattle, uma cidade perto de Forks, e Edward está mais alerta que nunca. Enquanto os Cullen vêem este problema como uma desculpa para receberem uma visita dos Volturi, Bella preocupa-se mais em escolher entre a sua amizade com Jacob Black (permanecendo humana, mas entregue ao castigo dos Volturi por ser a única humana a saber sobre a existência de vampiros) ou o amor que sente por Edward (sendo transformada em vampira e não sendo castigada pelos Volturi) e originar uma batalha entre lobisomens e vampiros, pondo a sua nova família e os seus antigos amigos em risco. Enquanto isso, Edward pede Bella em casamento, que, muito contrariada, aceita o seu pedido. Bella descobre que Victoria é a criadora dos novos vampiros (ela quer se vingar de Edward, por ter matado James, seu companheiro; já que Edward o matou, ela pretende matar Bella) e uma batalha para proteger a jovem começa. Bella sente-se confusa com os novos sentimentos que surgem dentro de si, o amor de Jacob Black que vem a ser uma dúvida e o medo da pós-transformação. Os lobisomens aliam-se aos Cullen, somente nesta batalha, para salvar a vida de Bella. Victoria é morta por Edward, ao tentar vingar-se. Entretanto, os Volturi aparecem. Mas eles confiam em que Carlisle vai transformar Bella em vampira. E nesta altura, Bella tem de fazer a escolha fatal. Ela esta apaixonada por Edward, mas no ano passado, quando ele a deixou, Jacob foi quem cicatrizou a ferida e fazendo isso, Bella acaba inconscientemente apaixonando-se por Jacob Black também. Ela percebe que está apaixonada por ele, mas não o suficiente para desistir de Edward por ele. Jacob acaba por perceber que ela está apaixonada por Edward e renuncia ao seu amor por ela, alegando que não quer que ela tenha de escolher entre dois homens; e que a maneira de lhe provar o quanto gosta dela é desistir do seu amor por ela e deixar que esta seja feliz com o vampiro Edward. Por entre muito sofrimento, muitas lágrimas e muita tristeza por Jacob, Bella escolhe Edward.

## Capítulos
Segue-se uma lista dos capítulos do livro nas edições americana, brasileira e portuguesa:
| Cap. | Estados Unidos   | Brasil            | Portugal          |
| ---- | ---------------- | ----------------- | ----------------- |
| *    | Preface          | Prólogo           | Prefácio          |
| 1    | Ultimatum        | Ultimato          | Ultimato          |
| 2    | Evasion          | Evasão            | Fuga              |
| 3    | Motives          | Motivos           | Motivos           |
| 4    | Nature           | Natureza          | Natureza          |
| 5    | Imprint          | Imprinting        | Impressão Natural |
| 6    | Switzerland      | Suíça             | Suíça             |
| 7    | Unhappy Ending   | Final Infeliz     | Final Infeliz     |
| 8    | Temper           | Mau Gênio         | Temperamento      |
| 9    | Target           | Alvo              | Alvo              |
| 10   | Scent            | Cheiro            | Odor              |
| 11   | Legends          | Lendas            | Lendas            |
| 12   | Time             | Tempo             | Tempo             |
| 13   | Newborn          | Recém-criado      | Recém-Nascido     |
| 14   | Declaration      | Declaração        | Declaração        |
| 15   | Wager            | Aposta            | Aposta            |
| 16   | Epoch            | Marco             | Época             |
| 17   | Alliance         | Aliança           | Aliança           |
| 18   | Instruction      | Instruções        | Instruções        |
| 19   | Selfish          | Egoísmo           | Egoísta           |
| 20   | Compromise       | Conciliação       | Compromisso       |
| 21   | Trails           | Rastros           | Rastos            |
| 22   | Fire and Ice     | Fogo e Gelo       | Fogo e Gelo       |
| 23   | Monster          | Monstro           | Monstro           |
| 24   | Snap Decision    | Decisão Repentina | Decisão Repentina |
| 25   | Mirror           | Espelho           | Espelho           |
| 26   | Ethics           | Ética             | Ética             |
| 27   | Needs            | Necessidades      | Necessidades      |
| *    | Epilogue: Choice | Epílogo: Escolha  | Epílogo: Escolha  |

## Capa
A fita partida representa escolha, como no livro, onde Bella deve escolher entre seu amor pelo Edward e sua amizade com Jacob (focaliza mais na dificuldade em escolher, na tristeza de romper laços profundos de amor e amizade). Também representa a ideia que Bella não pode se separar totalmente de sua vida humana.

## Adaptação
Uma adaptação cinematográfica de Eclipse foi lançada em 30 de junho de 2010. O filme foi dirigido por David Slade e, assim como os dois primeiros da série, teve seu roteiro escrito por Melissa Rosenberg.